# نیهیلیسم اگزیستانسیال
نیهیلیسم اگزیستانسیال نظریه‌ای فلسفی است که می‌گوید زندگی هیچ معنی و ارزش ذاتی ندارد. در مورد جهان، نیهیلیسم اگزیستانسیال نشان می‌دهد که یک انسان واحد یا حتی کل گونه انسان ناچیز است، بدون هدف و بعید است که در کلیت وجود تغییر کند. بر اساس این نظریه، هر فرد یک موجود منزوی در جهان است که از دانستن «چرایی» منع شده است. بی‌معنی بودن ذاتی زندگی عمدتاً در مکتب فلسفی اگزیستانسیالیسم مورد بررسی قرار می‌گیرد، جایی که می‌توان به‌طور بالقوه «معنا» یا «هدف» ذهنی خود را ایجاد کرد. در میان انواع نیهیلیسم، نیهیلیسم اگزیستانسیال بیشترین توجه ادبی و فلسفی را به خود جلب کرده است.

## معنای زندگی
این ایده که معنا و ارزش‌ها بی‌پایه هستند، نوعی نیهیلیسم است، و پاسخ وجودی به این ایده، توجه به این نکته است که معنا «مسئله‌ای از نظریه تأملی» نیست، بلکه «پیامد مشارکت و تعهد» است.
ژان پل سارتر در اگزیستانسیالیسم و اصالت بشر است می‌نویسد: «منظور ما از این که می‌گوییم وجود بر ماهیت مقدم است چیست؟» منظور ما این است که انسان قبل از هر چیز وجود دارد، با خود روبرو می‌شود، در جهان پرسه می‌زند - و بعد از آن خود را تعریف می‌کند. اگر انسان آن گونه که اگزیستانسیالیست او را می‌بیند قابل تعریف نیست، به این دلیل است که از ابتدا او چیزی نیست. او تا بعداً چیزی نخواهد بود و سپس همان چیزی می‌شود که از خود می‌سازد." در اینجا روشن می‌شود که منظور از اگزیستانسیالیست‌ها که می‌گویند «نتیجه تعهد و تعهد» است چیست.
این تئوری به دنبال توصیف وضعیت انسان برای ایجاد یک چشم‌انداز زندگی و ایجاد معنا است که خلاصه شده است: "هرچقدر ممکن است خودمان را بیازماییم، ناراحت کنیم و خودمان را فریب دهیم، زندگی ما هیچ اهمیتی ندارد، و جستجو یا تلاش بیهوده است. معنی را در جایی که نمی‌توان یافت، تأیید کن.» نیهیلیست‌های اگزیستانسیال ادعا می‌کنند که، صادقانه بگوییم، باید با پوچ بودن هستی روبرو شد، که سرانجام خواهند مرد، و دین و متافیزیک هر دو صرفاً نتایج ترس از مرگ هستند.
به‌گفتهٔ دونالد کراسبی، «هیچ توجیهی برای زندگی وجود ندارد، اما دلیلی هم برای زندگی نکردن وجود ندارد.. کسانی که ادعا می‌کنند زندگی خود را معنا می‌یابند یا ناصادق هستند یا دچار توهم می‌شوند. در هر دو صورت، آنها در مواجهه با واقعیت خشن موقعیت‌های انسانی شکست می‌خورند».

## تاریخچه
نیهیلیسم اگزیستانسیال از زمان سیرنائیک‌ها، مانند هگزیاس سیرنه، بخشی از سنت فکری غرب بوده است. در دوران رنسانس، ویلیام شکسپیر با شیوایی دیدگاه نیهیلیست وجودی را از طریق ذهنیت مکبث در پایان نمایشنامه همنام خلاصه کرد. آرتور شوپنهاور، سورن کی یرکگارد و فردریش نیچه این عقاید را بیشتر بسط دادند و نیچه، به ویژه، به شخصیت اصلی نیهیلیسم اگزیستانسیال تبدیل شده است.
جنبش اگزیستانسیالیستی الحادی در دهه ۱۹۴۰ فرانسه گسترش یافت. هستی و نیستی ژان پل سارتر و اسطوره سیزیف آلبر کامو دربارهٔ این موضوع بحث کردند. کامو آثار دیگری مانند غریبه، کالیگولا، طاعون، سقوط و شورشی نوشت. چهره‌های دیگر عبارتند از مارتین هایدگر و ژاک دریدا. علاوه بر این، اثر زندگی برنده جایزه پولیتزر ارنست بکر، انکار مرگ، مجموعه ای از افکار دربارهٔ نیهیلیسم وجودی است.